# Soul Survivor
Pour les articles homonymes, voir Soul Survivor (homonymie).
Albums de Pete Rock
PeteStrumentals
(2001)
Singles
1. Tru Master
Sortie : 1998
2. Take Your Time
Sortie : 1999

Soul Survivor est le premier album studio de Pete Rock, sorti le 10 novembre 1998.
L'album est entièrement produit par Pete Rock, à l'exception de Half Man, Half Amazin', coproduit par Grap Luva, et comprend de nombreux featurings. 
Il s'est classé 7e au Top R&B/Hip-Hop Albums et 39e au Billboard 200.

## Liste des titres
| No  | Titre                                                                  | Contient un (des) sample(s) de | Durée |
| --- | ---------------------------------------------------------------------- | --- | ----- |
| 1.  | Soul Survivor Intro                                                    | Ipotesi - Un Giorno in Più de Gianni Ferrio | 1:38  |
| 2.  | Tru Master (featuring Inspectah Deck et Kurupt)                        | It's a New Day So Let a Man Come in and Do the Popcorn de James Brown On the Move des Impressions People Music d'Herbie Hancock Unbelievable de The Notorious B.I.G. My World d'O.C. Can It Be All So Simple du Wu-Tang Clan So Wat Cha Sayin' d'EPMD Come Clean de Jeru the Damaja Ghetto Music des Boogie Down Productions (Get Up I Feel LIke Being Like A) Sex Machine (Live) de James Brown                                                    | 3:50  |
| 3.  | Half Man Half Amazin (featuring Method Man)                            | Night and Day de Joe Pass You Call It Madness de Clare Fischer Show Us a Feeling du Roy Ayers Ubiquity Survival of the Fittest de Mobb Deep It Ain't Hard to Tell de Nas The Style You Haven't Done Yet des Boogie Down Productions Twinz (Deep Cover 98) de Big Pun featuring Fat Joe Funky Drummer de James Brown P.L.O. Style de Method Man featuring Carlton Fisk Rock Box de Run–D.M.C. Jam on It de Newcleus Step to the Rear de Brand Nubian | 4:31  |
| 4.  | Respect Mine (featuring O.C.)                                          | C.R.E.A.M. du Wu-Tang Clan | 4:06  |
| 5.  | Tha Game (featuring Ghostface Killah, Prodigy et Raekwon)              | Theme from The Girl From Petrovka d'Henry Mancini Shook Ones Part II de Mobb Deep The Decoys of Ming the Merciless de Jackson Beck The Infamous Prelude de Mobb Deep Here We Go (Live at the Funhouse) de Run–D.M.C. Magic Johnson Marvels at MJ's 6th First Half Three Pointer During a Timeout (NBA) | 4:59  |
| 6.  | #1 Soul Brother                                                        | Fonky First des Silhouettes Conversations des Silhouettes My Melody d'Eric B. & Rakim I'm Still #1 des Boogie Down Productions Here We Go (Live at the Funhouse) de Run–D.M.C. Public Enemy No. 1 de Public Enemy I Ain't No Joke d'Eric B. & Rakim | 4:43  |
| 7.  | Rock Steady Part II (featuring Lord Tariq et Peter Gunz)               | Strange Games & Things du Love Unlimited Orchestra Deja Vu (Uptown Baby) de Lord Tariq & Peter Gunz My Melody d'Eric B. & Rakim Survival of the Fittest de Mobb Deep | 4:12  |
| 8.  | Truly Yours 98 (featuring Kool G. Rap et Large Professor)              | Sexy Woman de Timmy Thomas Truly Yours de Kool G Rap et DJ Polo N.T. de Kool & the Gang | 3:56  |
| 9.  | It's About That Time (featuring Black Thought et Rob O)                | The Harlem Buck Dance Strut de Les McCann Goin' Home de Sonny Phillips Funky President (People It's Bad) de James Brown Jimbrowski des Jungle Brothers Flash It to the Beat de Grandmaster Flash and The Furious Five | 4:41  |
| 10. | One Life to Live (featuring MC Eiht)                                   | St. M de Nat Adderley | 5:23  |
| 11. | Take Your Time (featuring Carl McIntosh et Jane Eugene)                | Billie Jean de Michael Jackson The Boss de James Brown | 4:31  |
| 12. | Mind Blowin' (featuring Vinia Mojica)                                  | Elizete de Bud Shank Cymbaline d'Hubert Laws Mind Blowing Decisions d'Heatwave | 5:01  |
| 13. | Soul Survivor (featuring Ms Jones)                                     | Modaji de Dave Grusin Now I Lay Me Down to Sleep (Traditionnel) | 4:57  |
| 14. | Da Two (featuring C.L. Smooth)                                         | Blind Alley des Emotions Maimoun de Stanley Cowell Funky President (People It's Bad) de James Brown Fat Boys des Fat Boys The Boss de James Brown | 4:16  |
| 15. | Verbal Murder 2 (featuring Big Pun, Common et Noreaga)                 | Fat Albert Creativity de John Braden et Bill Cosby Now You're Mine de Gang Starr Slang Editorial de Cappadonna Kama Part 1 de Michal Urbaniak's Fusion (1974) | 4:31  |
| 16. | Strange Fruit (featuring Cappadonna, Sticky Fingaz et Tragedy Khadafi) | The Smile de David Axelrod Strange Fruit de Billie Holiday | 4:42  |
| 17. | Massive (Hold Tight) (featuring Beenie Man et Heavy D)                 | Rudolph the Red-Nosed Reindeer de Gene Autry | 3:54  |